# Sela pri Višnji Gori
Sela pri Višnji Gori – wieś w Słowenii, w gminie Ivančna Gorica. W 2018 roku liczyła 49 mieszkańców.